# Critics’ Choice Television Award/Beste Hauptdarstellerin in einem Fernsehfilm oder einer Miniserie
Der Critics’ Choice Television Award in der Kategorie Beste Hauptdarstellerin in einem Fernsehfilm oder einer Miniserie (Originalbezeichnung: Best Actress in a Movie/Miniseries) ist eine der Auszeichnungen, die jährlich in den Vereinigten Staaten von der Broadcast Television Journalists Association, einem Verband von Fernsehkritikern, verliehen werden. Sie richtet sich an Schauspielerinnen, die eine hervorragende Leistung in einer Hauptrolle in einem Fernsehfilm oder einer Miniserie erbracht haben. Die Kategorie wurde 2012 ins Leben gerufen. Die Gewinner werden in einer geheimen Abstimmung durch die Fernsehkritiker des Verbandes ermittelt.

## Geschichte und Rekorde
Seit der zweiten Verleihung hat die Broadcast Television Journalists Association eine Gesamtanzahl von neun Preisen in der Kategorie Beste Hauptdarstellerin in einem Fernsehfilm oder einer Miniserie an neun verschiedene Schauspielerinnen verliehen. Die erste Preisträgerin war Julianne Moore, die 2012 für ihre Rolle als Sarah Palin in Game Change – Der Sarah-Palin-Effekt ausgezeichnet wurde. Die bisher letzte Preisträgerin war Michelle Williams, die 2020 für ihre Rolle als Gwen Verdon in Fosse/Verdon geehrt wurde.
Die folgende Liste ist eine Aufzählung von Rekorden der häufigsten Nominierten und Gewinnern in der Kategorie Beste Hauptdarstellerin in einem Fernsehfilm oder einer Miniserie. Die Gewinner und Nominierten in den anderen Schauspielerkategorien werden nicht mitgezählt.
| Statistik                                           | Schauspielerin/Serie  | Anzahl | Jahre                                |
| --------------------------------------------------- | --------------------- | ------ | ------------------------------------ |
| Häufigste Nominierungen (Schauspielerin) (* = Sieg) | Jessica Lange         | 5      | 2012, 2013, 2014*, 2015, 2018        |
| Häufigste Nominierungen ohne Sieg (Schauspielerin)  | Felicity Huffman      | 2      | 2015, 2016 (Dez.)                    |
| Häufigste Nominierungen ohne Sieg (Schauspielerin)  | Carrie Coon           | 2      | 2018, 2019                           |
| Häufigste Nominierung (Serie) (* = Sieg)            | American Horror Story | 5      | 2012, 2013, 2014*, 2015, 2016 (Jan.) |

## Gewinner und Nominierte
Die unten aufgeführten Fernsehfilme und Miniserien werden mit ihrem deutschen Ausstrahlungstitel (sofern ermittelbar) angegeben, danach folgt in Klammern in kursiver Schrift der fremdsprachige Originaltitel. Die Nennung des Originaltitels entfällt, wenn deutscher und fremdsprachiger Filmtitel identisch sind. Die Gewinner stehen hervorgehoben in fetter Schrift an erster Stelle.
2012
Julianne Moore – Game Change – Der Sarah-Palin-Effekt (Game Change)
Gillian Anderson – Große Erwartungen (Great Expectations)
Patricia Clarkson – Five
Jessica Lange – American Horror Story (American Horror Story: Murder House)
Lara Pulver – Sherlock
Emily Watson – Die Vertraute des Mörders (Appropriate Adult)
2013
Elisabeth Moss – Top of the Lake
Angela Bassett – Betty & Coretta
Romola Garai – The Hour
Rebecca Hall – Parade’s End – Der letzte Gentleman (Parade’s End)
Jessica Lange – American Horror Story (American Horror Story: Asylum)
Sigourney Weaver – Political Animals
2014
Jessica Lange – American Horror Story (American Horror Story: Coven)
Helena Bonham Carter – Burton und Taylor (Burton and Taylor)
Minnie Driver – Return to Zero
Whoopi Goldberg – A Day Late and a Dollar Short
Holliday Grainger – Bonnie & Clyde (Bonnie and Clyde: Dead and Alive)
Cicely Tyson – The Trip to Bountiful
2015
Frances McDormand – Olive Kitteridge
Aunjanue Ellis – The Book of Negroes
Maggie Gyllenhaal – The Honourable Woman
Felicity Huffman – American Crime
Jessica Lange – American Horror Story (American Horror Story: Freak Show)
Queen Latifah – Bessie
2016 (Jan.)
Kirsten Dunst – Fargo
Kathy Bates – American Horror Story (American Horror Story: Hotel)
Sarah Hay – Flesh and Bone
Alyvia Alyn Lind – Dolly Parton’s Coat of Many Colors
Rachel McAdams – True Detective
Shanice Williams – The Wiz Live!
2016 (Dez.)
Sarah Paulson – American Crime Story (The People v. O. J. Simpson: American Crime Story)
Olivia Colman – The Night Manager
Felicity Huffman – American Crime
Cynthia Nixon – Killing Reagan
Lili Taylor – American Crime
Kerry Washington – Auf Treu und Glauben (Confirmation)
2018
Nicole Kidman – Big Little Lies
Jessica Biel – The Sinner
Alana Boden – I Am Elizabeth Smart
Carrie Coon – Fargo
Jessica Lange – Feud (Feud: Bette and Joan)
Reese Witherspoon – Big Little Lies
2019
Amy Adams – Sharp Objects und
Patricia Arquette – Escape at Dannemora
Connie Britton – Dirty John
Carrie Coon – The Sinner
Laura Dern – The Tale
Anna Deavere Smith – Notes from the Field
2020
Michelle Williams – Fosse/Verdon
Kaitlyn Dever – Unbelievable
Anne Hathaway – Modern Love
Megan Hilty – Patsy & Loretta
Joey King – The Act
Jessie Mueller – Patsy & Loretta
Merritt Wever – Unbelievable
2021
Anya Taylor-Joy – Das Damengambit
Cate Blanchett – Mrs. America
Michaela Coel – I May Destroy You
Daisy Edgar-Jones – Normal People
Shira Haas – Unorthodox
Tessa Thompson – Sylvie’s Love